# Нодозавр
Нодозавр (лат. Nodosaurus — вузлуватий ящір) — рід травоїдних динозаврів, що мали панцир із кістяних пластин, які поперемінно з «вузликами» утворили свого роду броню на спині динозавра. Пластини мали шкіряні прожилки, які подовжніми рядами сходили по спині до боків тварини. Шпичаки на краях пластин надавали додатковий захист від ворогів. На відміну від анкілозаврів, що з'явилися пізніше, нодозавр не мав «булави» на хвості. Харчувався в основному м'якою рослинною їжею.
Назву динозавру присвоїв американський учений-палеонтолог Гофоніїл Чарлз Марш у 1889 році.
Виявлено два частково збережених скелети динозавра на території США в штатах Канзас і Вайомінг.

## Характеристики
- Довжина: 5-6 м
- Висота: 2 м
- Маса тіла: 380 кг
- Час існування: крейдяний період, тобто 110–100 млн років тому

## Опис

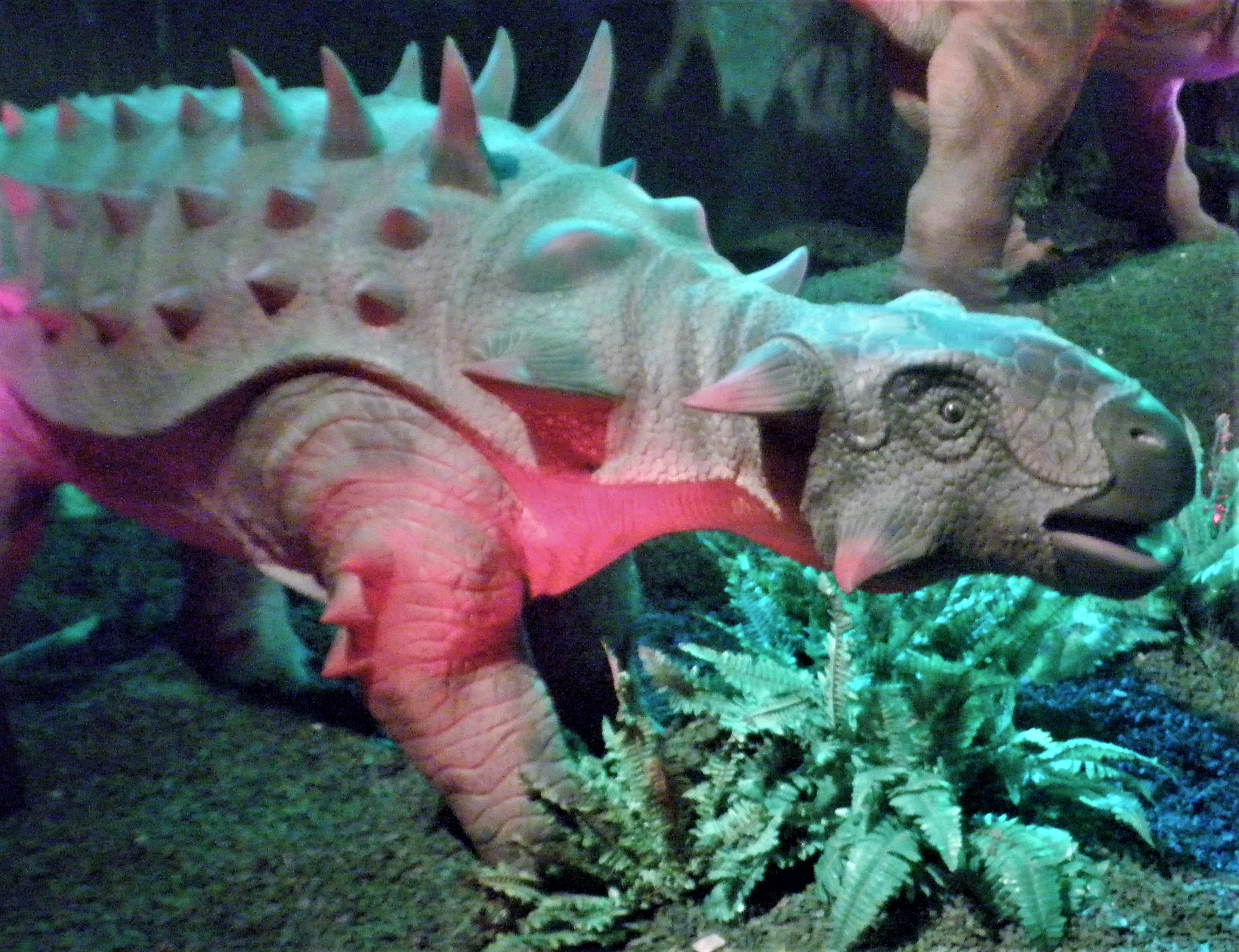
Реконструкція. Нодозавр, що харчується.

Нодозавр пересувався на чотирьох коротких п'ятипалих ногах. У нього була коротка шия і довгий потужний хвіст. Голова вузька, із загостреною мордою, потужними щелепами і дрібними зубами. Судячи із структури зубів, нодозавр живився м'якою рослинною їжею і був нездатний пережовувати жорстку і волокнисту рослинність. Існує, проте, точка зору, що він мав гастроліти (шлункові камені), а також величезний шлунково-кишковий тракт.
Величезні кістки тазового пояса покриті пластинами, як черепицею, а лобкові та сідничні кістки сильно скорочені.
Існує думка, що відсутність булави на кінчику хвоста робила нодозавра беззахисним при нападі із заду. Судячи з усього, захищаючись нодозавр притискався до землі, залишаючи на поверхні лише захищені панциром спину і боки. Такий спосіб захисту використовують сучасні їжаки.

## Виноски
1. ↑  The cretaceous armored dinosaur: Nodosaurus textilis marsh / Під ред. Richard Swann Lull, ASIN: B0008CCRRO
2. ↑  Marsh's Dinosaurs: The Collections from Como Bluff / Під ред. Ostrom J.H. — Yale University Press; 2nd Revised edition edition, 2000 ISBN 978-0-300-08208-1
3. ↑  The Life and Scientific Work of Othniel Charles Marsh, by Othniel Charles Marsh, I. Bernard Cohen, Ayer Co Pub, 1980, ISBN 978-0-405-12555-3
4. ↑  The Marshall Illustrated Encyclopedia of Dinosaurs and Prehistoric Animals / Під ред. D. Palmer. — London: Marshall Editions, 1999 ISBN 1-84028-152-9 (С. 158–159.
5. ↑  Нодозавр Nodosaurus  — Динопедия. www.dinopedia.ru. Процитовано 27 листопада 2018.
6. ↑  The Armored Dinosaurs (Life of the Past), Indiana University Press, 2001, ISBN 978-0-253-33964-5 (С. 374)
7. ↑  Ecology and Behaviour of Mesozoic Reptiles / Під ред. John L. Cloudsley — Thompson, Springer, 2005, ISBN 978-3-540-22421-1 (С. 166–167)